# سفارة سريلانكا في واشنطن العاصمة
سفارة سريلانكا في واشنطن العاصمة هي البعثة الدبلوماسية لجمهورية سريلانكا الاشتراكية الديمقراطية إلى الولايات المتحدة . وهي تقع في 3025 شارع وايتهافن في شمال غرب واشنطن في حي كالوراما . 
السفير الحالي هو البروفيسور جاميني كيراويلا. 

## روابط خارجية
- الموقع الرسمي